# Archisotoma megalops
Archisotoma megalops är en urinsektsart som beskrevs av Bagnall 1939. Archisotoma megalops ingår i släktet Archisotoma, och familjen Isotomidae. Arten är reproducerande i Sverige.